# 직육면체

직육면체(直六面體)는 모든 면이 직사각형으로 이루어진 사각기둥이다. 평행육면체에 속한다.

## 공식
가로가 {\displaystyle a}, 세로가 {\displaystyle b}, 높이가 {\displaystyle c}인 직육면체의 부피와 겉넓이는 다음과 같다.
{\displaystyle V=abc\,}
{\displaystyle A=2(ab+bc+ca)\,}
또한, 옆 그림에 보이는 가장 긴 대각선의 길이 {\displaystyle d}는 {\displaystyle d={\sqrt {a^{2}+b^{2}+c^{2}}}}이다.

## 같이 보기
- 사각기둥
- 정육면체